# تولگا مندی
تولگا مندی (انگلیسی: Tolga Mendi؛ زادهٔ ۲۳ مارس ۱۹۹۳) بازیگر اهل ترکیه است.